# Turney (Misuri)
Turney es una villa ubicada en el condado de Clinton en el estado estadounidense de Misuri. En el Censo de 2010 tenía una población de 148 habitantes y una densidad poblacional de 123,15 personas por km².

## Geografía
Turney se encuentra ubicada en las coordenadas 39°38′15″N 94°19′16″O / 39.63750, -94.32111. Según la Oficina del Censo de los Estados Unidos, Turney tiene una superficie total de 1.2 km², de la cual 1.2 km² corresponden a tierra firme y (0%) 0 km² es agua.

## Demografía
Según el censo de 2010, había 148 personas residiendo en Turney. La densidad de población era de 123,15 hab./km². De los 148 habitantes, Turney estaba compuesto por el 99.32% blancos, el 0% eran afroamericanos, el 0.68% eran amerindios, el 0% eran asiáticos, el 0% eran isleños del Pacífico, el 0% eran de otras razas y el 0% pertenecían a dos o más razas. Del total de la población el 0.68% eran hispanos o latinos de cualquier raza.